# بوئنا ویستا، شهرستان مریپوزا، کالیفرنیا
بوئنا ویستا (به انگلیسی: Buena Vista) یک منطقهٔ مسکونی در ایالات متحده آمریکا است که در شهرستان ماریپوزا، کالیفرنیا واقع شده‌است. بوئنا ویستا ۱٬۶۰۵ متر بالاتر از سطح دریا واقع شده‌است.